# Pogeyan
Il Pogeyan è un criptide indiano, descritto come un grande felino grigio che vive nei Ghati Occidentali dell'India. Fu menzionato dal fotografo Sandesh Kadur, ed è conosciuto dai residenti locali.

## Habitat e descrizione
Kadur disse di aver visto il felino durante il giorno nelle praterie in alta quota vicino ad Anamudi, il punto più alto dei Ghati Occidentali. Lo descrisse grande, con una lunga coda e orecchie arrotondate. Il suo colore venne invece descritto come grigio scuro.
Il Pogeyan, messo in confronto con i felini attualmente conosciuti, assomiglia al leopardo indiano (Panthera pardus fusca). Venne descritto simile a questo leopardo per via della sua grandezza e forma, inoltre il leopardo indiano è noto vivere nei Ghati Occidentali, e le pellicce di alcuni leopardi potrebbero essere differenti da altri esemplari diversi da loro, cioè dalle pellicce "normali" gialle con macchie nere. Per esempio le pantere melaniche (chiamate anche pantere nere) hanno la pelliccia scura e le macchie potrebbero risultare difficili da vedere, se sono presenti.

## Etimologia
Il nome Pogeyan ha origine dal linguaggio degli abitanti locali, e significa "Gatto che va e viene come la nebbia".